# (74301) 1998 SK163
(74301) 1998 SK163 – planetoida z pasa głównego asteroid okrążająca Słońce w ciągu 4,61 lat w średniej odległości 2,77 j.a. Odkryta 26 września 1998 roku.